# Enrique Carlos Petracchi
Enrique Carlos Petracchi fue un abogado argentino, que se desempeñó como procurador general de la Nación Argentina, designado durante la presidencia de facto de Alejandro Agustín Lanusse en 1973 y manteniéndose en los sucesivos gobiernos hasta 1976. También fue procurador del Tesoro de la Nación durante la presidencia de Juan Domingo Perón entre 1949 y 1955.

## Carrera
Egresó de abogado en la Universidad de Buenos Aires, donde se desempeñó como docente allí y en la Universidad Católica Argentina, en la materia de Derecho administrativo.
Era hijo del escribano César Petracchi, quien poseyó una de las primeras escribanías de la Argentina. Su hijo fue Enrique Santiago Petracchi, ministro de la Corte Suprema de la Nación.